# 샤를프랑수아 뒤 페리에 뒤무리에
샤를프랑수아 뒤 페리에 뒤무리에(프랑스어: Charles-François du Périer Dumouriez, 1739년 1월 25일 ~ 1823년 3월 14일)는 프랑스 혁명 전쟁 때의 프랑스 장군이었다. 발미 전투에서 프랑수아 크리스토프 켈레르만과 함께 승리를 거두었으나, 이후 프랑스 공화국에 반기를 들어 쿠데타를 시도하려다 실패하고 외국으로 망명했다. 나폴레옹 황제의 치세에는 왕당파가 되었다.

## 생애
뒤무리에는 프랑스 북부 스켈트 강가에 위치한 캉브레에서 귀족의 아들로 태어났다. 캉브레는 그가 태어나기 6년 전까지 벨기에의 영토였기에, 뒤무리에는 항상 자신을 프랑스어를 하는 플랑드르 토박이라고 생각했다. 그의 아버지 앙투안 프랑수아 뒤 페리에는 국왕군 병참부에서 복무했으며, 아들에게 폭넓은 교육을 시켰다. 뒤무리에는 파리의 루이 르 그랑에서 공부했으며, 1757년 로스바흐 전투에 자원하여 참전함으로써 군 복무를 시작했다. 그는 맡겨진 임무를 잘 수행했고 7년 전쟁에서 독일 전투를 통해 주목할 만한 경력을 쌓았다. 그러나 평화가 찾아오자 그는 얼마간의 연금과 생 루이 훈장을 받고 대위 계급으로 전역했다.
뒤무리에는 전역한 뒤 이탈리아 · 코르시카 · 스페인 · 포르투갈을 여행했고, 1755년 주권국가임을 선언한 코르시카 공화국의 정세에 대해 외무대신 슈아죌 공작에게 제출한 보고서로 인해 코르시카 정복(1768~69년) 당시 파견된 프랑스 원정군 부대의 참모로 재복무하였다. 그는 그곳에서 중령으로 진급했다. 1767년 슈아죌은 뒤무리에를 코르시카 군의 쇼플랭 후작 휘하의 군수참모부장으로 임명하였다. 이후 그는 루이 15세 휘하의 정보기관인 스크레 뒤 루아(Secret du Roi, 비밀요원)가 되었다. 이 직책은 그가 외교적 역량을 키우는데 도움을 주었다.
뒤무리에는 1789년 프랑스 혁명이 일어나자 새로운 경력을 세울 호기로 생각하고 파리로 가서 자코뱅당에 가담하였으며 1792년 8월 10일 육군 사령관으로 임명되었다. 1792년 11월 6일, 그는 프랑스 혁명군을 이끌어 즈마프(Jemappes) 전투에서 오스트리아군을 격퇴하였다. 그러나 북부 전선을 맡고 있었던 뒤무리에는, 남부 네덜란드를 방어하라는 정부의 방침을 무시하고 자신이 제안한 대로 1793년 네덜란드를 침공했다. 저지대 라인강 유역의 신임 오스트리아 사령관으로 부임한 작스코부르크의 조시아스 공작은 콜로뉴 지방으로터 4만2천의 병력을 이끌고 와서, 뒤무리에가 배치한 여러 소규모 파견 부대 사이를 파고들었다. 프랑스군은 병력 부족과 오스트리아군의 반격 앞에 철수를 해야 하는 처지에 놓였다. 뒤무리에는 네덜란드 진격을 포기하고, 그가 모을 수 있었던 병사들만 데리고 뫼즈로 돌아왔다. 양군은 1793년 3월 18일 네르빈덴에서 마주쳤다. 즈마프에서 우수한 많은 병사들을 거느렸던 것과 반대로, 네르빈덴에서 뒤무리에에게는 적군보다 몇천 명가량 많은 병사가 있을 뿐이었다. 뒤무리에는 완전히 패했다. (3월 18일, 네르빈덴 전투) 그의 불완전한 계획은 실패로 돌아갔고, 루이 14세와 보방이 세운 국경 요새라는 강력한 방어선을 가지고 있었음에도 프랑스 병력 전원은 혼란 속에서 철수하였다. 뒤무리에는 그의 정치적 계획이 실패하였음이 드러나자 공화국에 대항하기로 선언하고 그의 병사들을 설득하여 반란을 일으키려고 하였다. 그러나 부하들의 반대로 반란에 실패하자 오스트리아 진영으로 도망쳤다.(4월 5일)

## 같이 보기
- 프랑스 혁명 전쟁

## 참고 서적
- A. von Boguslawski, Das Leben des Generals Dumouriez (Berlin, 1878–1879).
- Revue des deux mondes (15 July, 1 August, and 15 August 1884).
- H. Welschinger, Le Roman de Dumouriez (1890).
- Arthur Chuquet, La Première Invasion, Valmy, La Retraite de Brunswick, Jemappes, La Trahison de Dumouriez (Paris, 1886–1891).
- A. Sorel, L'Europe et la Révolution française (1885–1892).
- J. Holland Rose and A. M. Broadley, Dumouriez and the Defence of England (1908).
- Ernest Daudet, La Conjuration de Pichegru et les complots royalistes du midi et de l'est, 1795-1797, Paris, 1901.
- P. Chastain Howe, “Foreign Policy and the French Revolution” (2008).